# 오사카 주유 패스
오사카 주유 패스(일본어: 大阪周遊パス 오사카 슈유 파스[*])는 오사카시 내에서 (사카이시와 아마가사키시의 일부 포함) 오사카 메트로와 시티버스 및 일부 사철을 무제한으로 이용할 수 있는 패스이다.